# Parastrongylaspis thomasi
Parastrongylaspis thomasi är en skalbaggsart som beskrevs av Giesbert 1992. Parastrongylaspis thomasi ingår i släktet Parastrongylaspis och familjen långhorningar. Inga underarter finns listade i Catalogue of Life.